# Спрінгфілд (Мічиган)
Спрінгфілд (англ. Springfield) — місто (англ. city) в США, в окрузі Калгун штату Мічиган. Населення — 5292 особи (2020).

## Географія
Спрінгфілд розташований за координатами 42°19′26″ пн. ш. 85°14′16″ зх. д. / 42.32389° пн. ш. 85.23778° зх. д. (42.324021, -85.237789).  За даними Бюро перепису населення США в 2010 році місто мало площу 9,58 км², з яких 9,48 км² — суходіл та 0,10 км² — водойми.

## Демографія
Згідно з переписом 2010 року, у місті мешкало 5260 осіб у 2156 домогосподарствах у складі 1213 родин. Густота населення становила 549 осіб/км².  Було 2467 помешкань (258/км²).
Расовий склад населення:
| - 76,6 % — білих - 9,6 % — чорних або афроамериканців - 7,5 % — азіатів - 0,5 % — корінних американців - 0,1 % — вихідців з тихоокеанських островів - 1,1 % — осіб інших рас |

До двох чи більше рас належало 4,7 %. Частка іспаномовних становила 4,1 % від усіх жителів.
За віковим діапазоном населення розподілялося таким чином: 25,2 % — особи молодші 18 років, 63,1 % — особи у віці 18—64 років, 11,7 % — особи у віці 65 років та старші. Медіана віку мешканця становила 33,8 року. На 100 осіб жіночої статі у місті припадало 100,2 чоловіків;  на 100 жінок у віці від 18 років та старших — 100,3 чоловіків також старших 18 років.
Середній дохід на одне домашнє господарство  становив 41 561 долар США (медіана — 35 810), а середній дохід на одну сім'ю — 49 174 долари (медіана — 41 696). Медіана доходів становила 32 024 долари для чоловіків та 24 888 доларів для жінок. За межею бідності перебувало 28,4 % осіб, у тому числі 42,6 % дітей у віці до 18 років та 12,2 % осіб у віці 65 років та старших.
Цивільне працевлаштоване населення становило 2122 особи. Основні галузі зайнятості: виробництво — 37,0 %, роздрібна торгівля — 15,3 %, освіта, охорона здоров'я та соціальна допомога — 13,9 %.